# Azoro
Azoro (in greco antico: Ἀζωρος?) era una città dell'antica Grecia ubicata in Tessaglia.

## Storia
Si trovava nel distretto di Perrebia, nelle vicinanze di Dolice e Pitione tanto che queste tre città costituivano un'unità politica chiamata Tripolis. Strabone la sitaa a centoventi stadi da Ossinio.
Durante la guerra romano-siriaca, Tripolis venne colpita da un esercito di soldati dell'Etolia comandati da Menipo nel 191 a.C. Viene citata nel corso della terza guerra macedone: le tre città si arresero all'esercito macedone comandato da Perseo di Macedonia nel 171 a.C., ma nello stesso anno i romani riconquistarono le tre città. Nel 169 a.C. vi giunse un esercito guidato dal console romano Quinto Marcio Filippo che si accampò tra Azoro e Dolice.
Le tre città coniarono una moneta comune con la scritta «ΤΡΙΠΟΛΙΤΑΝ».